# Scott City (Missouri)
Scott City és una població dels Estats Units a l'estat de Missouri. Segons el cens del 2000 tenia 4.591 habitants.

## Demografia
Segons el cens del 2000, Scott City tenia 4.591 habitants, 1.801 habitatges, i 1.287 famílies. La densitat de població era de 385,3 habitants per km².
Dels 1.801 habitatges en un 35,1% hi vivien nens de menys de 18 anys, en un 53,8% hi vivien parelles casades, en un 13,3% dones solteres, i en un 28,5% no eren unitats familiars. En el 24,8% dels habitatges hi vivien persones soles el 10,5% de les quals corresponia a persones de 65 anys o més que vivien soles. El nombre mitjà de persones vivint en cada habitatge era de 2,54 i el nombre mitjà de persones que vivien en cada família era de 3,02.
Per edats la població es repartia de la següent manera: un 26,6% tenia menys de 18 anys, un 9% entre 18 i 24, un 29,1% entre 25 i 44, un 22,9% de 45 a 60 i un 12,4% 65 anys o més.
L'edat mitjana era de 35 anys. Per cada 100 dones de 18 o més anys hi havia 87,6 homes.
La renda mitjana per habitatge era de 31.958 $ i la renda mitjana per família de 36.763 $. Els homes tenien una renda mitjana de 30.088 $ mentre que les dones 17.061 $. La renda per capita de la població era de 15.099 $. Entorn del 8,6% de les famílies i el 12,8% de la població estaven per davall del llindar de pobresa.

## Poblacions més properes
El següent diagrama mostra les poblacions més properes.